# هاوی ماندل
هاوی ماندل (انگلیسی: Howie Mandel؛ زادهٔ ۲۹ نوامبر ۱۹۵۵) مجری، کمدین و هنرپیشه اهل کانادا است.
وی از سال ۲۰۱۰ عضو داوران مسابقه آمریکا استعداد دارد می‌باشدو همچنین سازنده برنامه (Bobby's World) می‌باشد.
او در فیلم لرزش، تق تق و راک! و جابجایی اعضای خانواده بازی کرده‌است.